# Kloek
Een kloek is een vrouwelijk hoenderachtige die kuikens heeft. Hieronder vallen bijvoorbeeld: kippen, kalkoenen, pauwen, parelhoenders, fazanten en bankivahoenders. 
Meestal wordt met 'kloek' gesproken over een kip met kuikens. Waarschijnlijk komt de naam voor deze vrouwelijke hoenderachtige met kuikens van het geluid dat deze vogels op dat moment maken (een soort van kloekkloek)